# Playa de La Calita
La Calita es una playa de El Puerto de Santa María (provincia de Cádiz, Andalucía, España), la más pequeña de las playas de esta localidad andaluza.
Entre la Playa de La Muralla y Vistahermosa. De arenas finas de color dorado.
Situada entre las Ruinas del antiguo Castillo de Santa Catalina y la playa de Vistahermosa.
- Longitud de la playa: 450m
- Anchura media: 15 m
- Pendiente media: 9 %
- Tipo de Arena: Arena fina – color dorada
- Dispositivos: Servicios Higiénico-Sanitarios, Duchas

- Datos: Q6078781
- Multimedia: Playa de La Calita / Q6078781